# ベレロフォン級戦艦
| ベレロフォン級戦艦         | ベレロフォン級戦艦 |
| -------------------------- | --- |
| 竣工当時の「ベレロフォン」 | |
| 艦級概観                   | |
| 艦種                       | 戦艦 |
| 艦名                       | ベレロフォン シュパーブ テメレーア |
| 前級                       | ドレッドノート |
| 次級                       | セント・ヴィンセント級 |
| 性能諸元                   | |
| 排水量                     | 常備：18,800トン 満載：22,540トン |
| 全長                       | 160.3m |
| 全幅                       | 25.2m |
| 吃水                       | 8.3m |
| 機関                       | バブコック・アンド・ウィルコックス式 （テメレーアはヤーロー式） 石炭・重油混焼水管缶18基 +パーソンズ式直結タービン（低速・高速）2組4軸推進 |
| 最大出力                   | 23,000hp |
| 最大速力                   | 20.75ノット |
| 航続距離                   | 10ノット/5,720海里 |
| 燃料                       | 石炭：2,648トン 重油：482トン |
| 乗員                       | 735名 |
| 兵装                       | 30.5cm（45口径）連装砲5基 10.2cm（45口径）単装速射砲16基 4.7cm礼砲4基 45.7cm水中魚雷発射管単装3基                                          |
| 装甲                       | 舷側：254mm（主装甲部） 甲板：102mm（主甲板） 砲塔：229mm（前楯） バーベット：229mm 司令塔：279mm                                          |

ベレロフォン級戦艦 (Bellerophon class battleship) は、イギリス海軍が「ドレッドノート」に続いて建造した2番目の弩級戦艦の艦級である。

## 概要
「ドレッドノート」の就役が世界に衝撃をもたらしている最中、イギリスはさらなる戦力拡張のために1906年度計画において3隻の弩級戦艦の建造が承認された。それが本級である。本級は「ドレッドノート」の欠点を補完するためにいくつかの改良が行われた。
外観上の改良点としては、前後から煙突に囲まれた1本しかなかったマストが、本級に置いては前後2本に増やされ、どちらも煙突の前側に配置されたことによりマストの見張り所と測距儀所は高温の煤煙に悩まされることは無くなったが、後部マストは1番煙突からそう離れていなかったために煤煙に悩まされた。
火力に置いては大型化しつつある駆逐艦を撃退するためには7.6cm砲では威力不足であったために、副砲を大型化して10.2cm砲に更新して対処したが、副砲配置の大部分は相変わらず主砲塔の上にあるため、砲戦時には副砲が撃てない運用上の欠点は本級にも引き継がれていた。

## 艦形

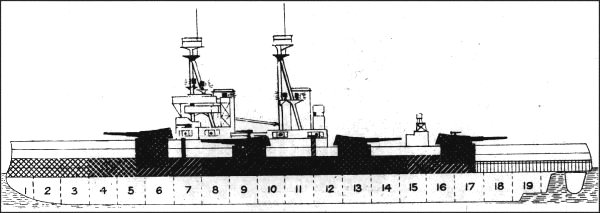
本級の側面

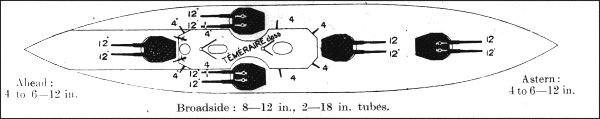
本級の上面

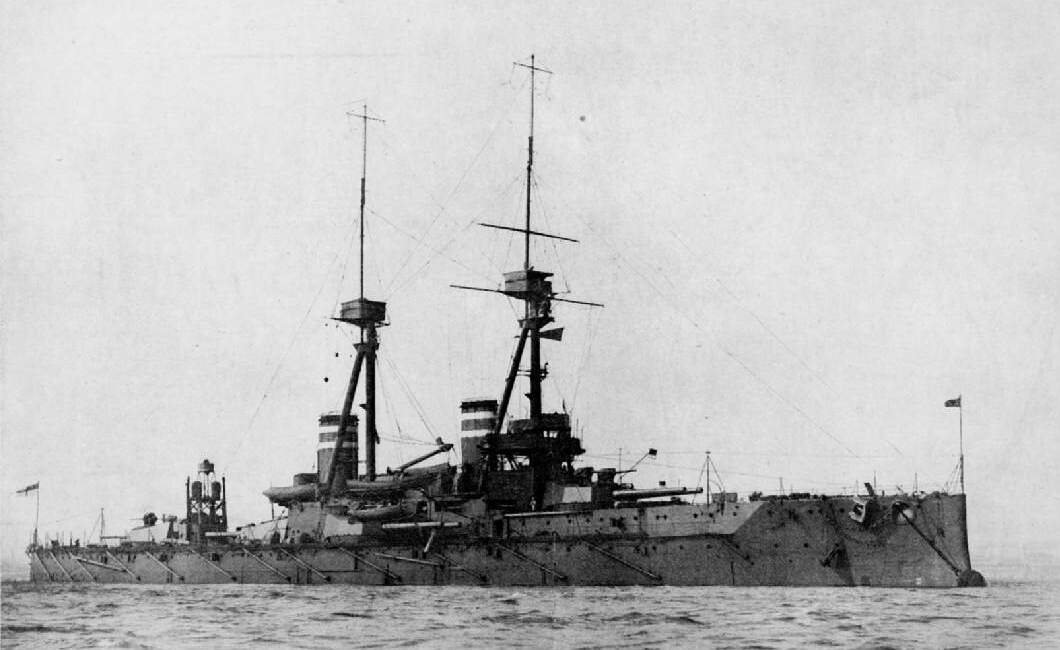
写真は「テメレーア」

ベレロフォン級は、5基の水圧駆動式連装主砲塔に10門のBL（breech-loading、後装式）12インチ（30.5 cm） Mark X砲を装備していた。中央線砲塔は前から順に「A」（1番主砲塔）、「X」（4番主砲塔）、「Y」（5番主砲塔）と命名され、左舷と右舷の主砲塔はそれぞれ「P」（2番主砲塔）、「Q」（3番主砲塔）と命名された。
本級の船体形状は、前艦に引き続き高い乾舷を持つ長船首楼型船体であり、外洋での凌波性は良好であった。艦首から前向きに連装タイプの1番主砲塔1基を配置し、そこから甲板よりも一段高められた上部構造物の上に艦橋構造が配置される。艦橋は下部に司令塔を持つ箱型に簡略化されており、この背後に頂上部に見張り所を持つ三脚型の前部マストが立つ。
上部構造物は2本煙突を両側から挟み込むように、舷側甲板上に2番・3番主砲塔を片舷1基ずつの2基を配置するため、中央部側面が大きく凹まされていた。この主砲配置のため、従来艦と異なり、艦載艇は煙突の周囲の限られたスペースに配置せざるを得なくなった。艦載艇は、三脚檣の主檣の基部に設けられたボート・ダビットで運用された。
2番煙突から後方で上部構造物は終了し、その下から後部甲板が始まる。後部甲板上に後ろ向きで4番・5番主砲塔が後部マストと後部見張り所を挟んで等間隔に2基配置された。副砲の10.2cm速射砲は単装砲架で主砲塔上に大部分が設置されたが、一部は艦橋の側面や2番煙突の基部等の上部構造物の側面にケースメイト（砲郭）配置された。
第一次世界大戦後は7.6cm高角砲および10.2cm高角砲の設置、1番・5番主砲塔上に滑空台を設置して陸上機を運用できるようにした。

## 武装

### 主砲

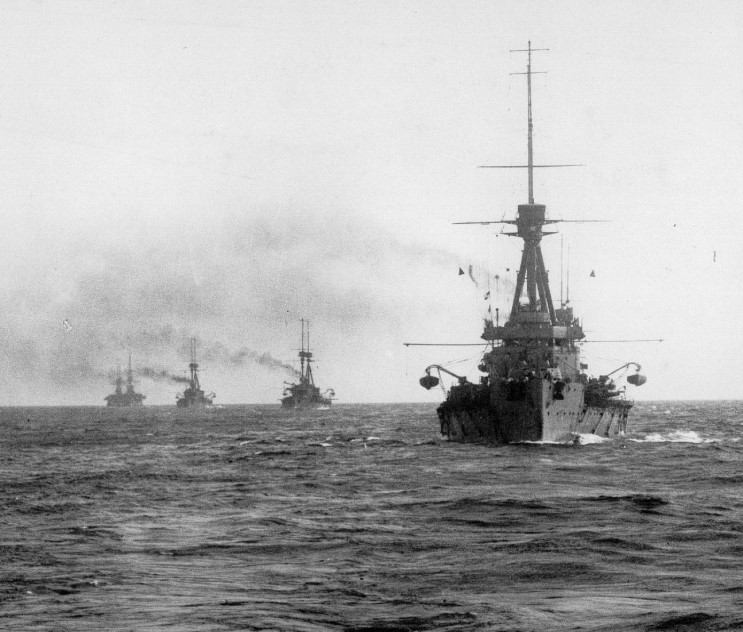
艦首から撮られた本級「シュパーブ」の写真。艦首方向に主砲6門が指向できるのが判る写真。

本級の主砲は、前級に引き続き「1908年型 Mark X 30.5cm（45口径）砲」を採用している。その性能は砲口初速831m/s、重量386kgの砲弾を最大仰角13.5度で15,040mまで到達し、射程9,140mで舷側装甲269mmを貫通する能力を持っていた。砲身の上下は仰角13.5度・俯角3度で、旋回角度は単体首尾線方向を0度として1番・2番・3番・5番砲塔は左右150度であったが、4番砲塔は150度の旋回角のうち後部艦橋を避けるため後方0度から左右30度の間が死角となっていた。発射速度は毎分1.5発程度であった。

### 副砲、その他備砲、雷装
本級の副武装は「1910年型 MarkVII 10.2cm（40口径）速射砲」を採用した。その性能は14.1kgの砲弾を、最大仰角20度で8,780mまで届かせられた。砲身の俯仰・砲塔の旋回・砲弾の揚弾・装填は主に人力を必要とした。砲身の上下角度は仰角20度・俯角10度で旋回角度は360度であった。発射速度は1分間に10発であった。
他に対艦攻撃用に45.7cm水中魚雷発射管5門を装備していた。

## 防御
装甲配置は基本的に「ドレッドノート」を踏襲しているが、舷側防御とバーベットの装甲厚を前艦の279mmから254mmへと減少し、浮いた重量で前後の火薬庫の側壁に装甲を追加して対魚雷防御とした点が改良点である。また、甲板防御を76mmから102mmへと強化した。

## 艦歴
1909年に「ベレロフォン」、「シュパーブ」及び「テメレーア」の3艦は第一次世界大戦を戦った後練習艦となった。
1921年から翌年にかけて退役している。

## 参考図書
- 「世界の艦船増刊第30集　イギリス戦艦史」（海人社）
- 「世界の艦船増刊第22集　近代戦艦史」(海人社)
- 「世界の艦船増刊第83集　近代戦艦史」(海人社)